# Olceclostera castrona
Olceclostera castrona är en fjärilsart som beskrevs av William Schaus 1894. Olceclostera castrona ingår i släktet Olceclostera och familjen silkesspinnare. Inga underarter finns listade i Catalogue of Life.